# ماسة الأمل

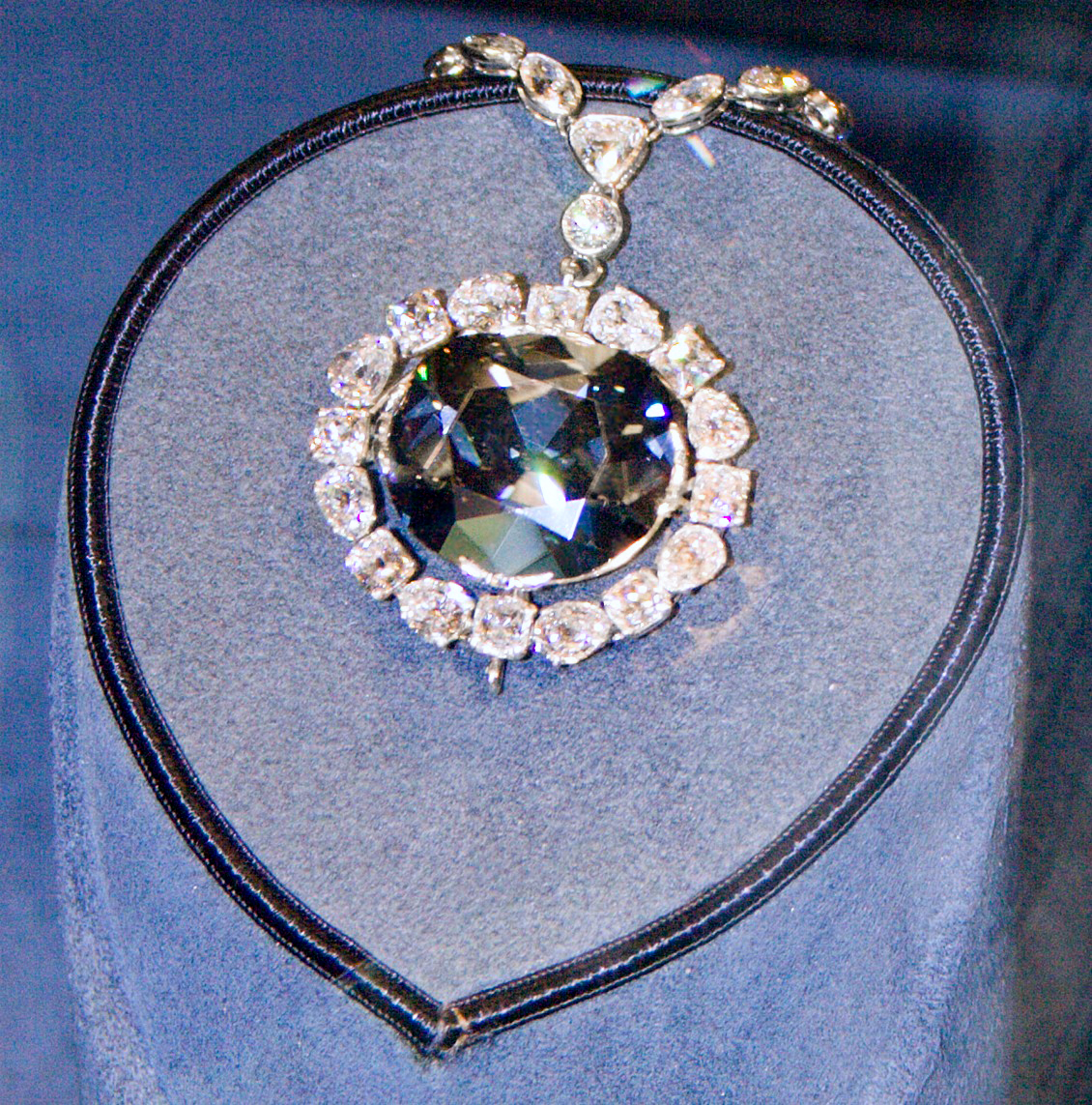
ماسة الأمل

ماسة الأمل (بالإنجليزية: Hope Diamond)‏ هي واحدة من أكثر الجواهر شهرة في العالم، وترجع سجلات ملكيتها لأربعة قرون، وهي تتميز باللون الأزرق النادر ويعود ذلك إلى الكميات القليلة من البورون، ويبلغ وزنها 45.52 قيراط، ويعتقد أن الماسة جلبت من منجم كولار [الإنجليزية] بالهند، وقد نقلها تافرنييه إلى فرنسا عام 1642 وكان لويس السادس عشر ملك فرنسا أحد ملاكها، وقد استقرت أخيراً في متحف التاريخ الطبيعي عام 1949 كهدية من هاري وينستون.

## معرض صور

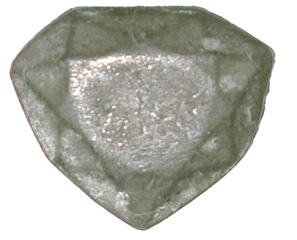
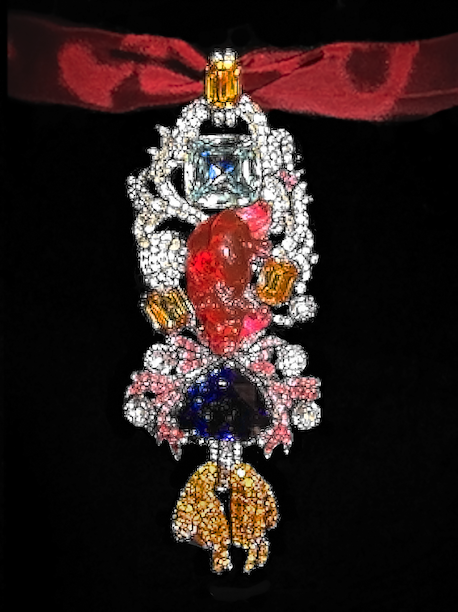
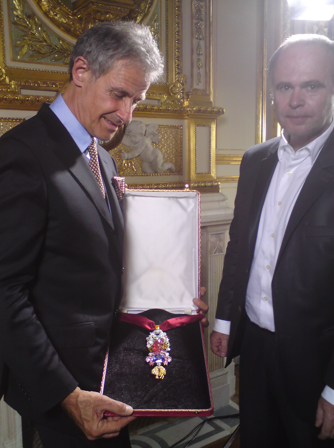